# Bolshoye Maslennikovo
Bolshoye Maslennikovo é uma vila no distrito de Tutayevsky de Yaroslavl Oblast, na Rússia, localizada a cerca de 20 km a oeste de Yaroslavl. Valentina Tereshkova, a primeira mulher a voar no espaço, nasceu lá. O museu, Cosmos, dedicado a Tereshkova e seu voo, está localizado na vila de Nikulskoye, a cerca de 5 km ao sul de Bolshoye Maslennikovo. Atualmente, existe apenas um morador que vive na vila o ano todo, mas muitas casas são mantidas como casas de verão.

## Ligações Externas
- Museu em Nikulskoye (em Russo)